# Liste der Einträge im National Register of Historic Places im Brooke County
Diese Liste der Einträge im National Register of Historic Places im Brooke County enthält alle im Brooke County, West Virginia in das National Register of Historic Places eingetragenen Gebäude, Bauwerke, Objekte, Stätten oder historischen Distrikte.
Diese Liste entspricht dem Bearbeitungsstand des National Park Service/National Register of Historic Places vom 23. August 2024.

## Legende
| NRHP | Historic Place             |
| HD   | National Historic District |
| NHL  | National Historic Landmark |

## Aktuelle Einträge
| [ 2 ] | Name                                    | Bild                                    | Eintragsdatum                  | Lage                                                                                  | Ort               | Beschreibung |
| ----- | --------------------------------------- | --------------------------------------- | ------------------------------ | ------------------------------------------------------------------------------------- | ----------------- | ------------ |
| 1     | Beallmore                               | weitere Bilder                          | 16. Mai 1986 ID-Nr. 86001069   | 1500 Pleasant Ave. 40° 16′ 42″ N, 80° 36′ 24″ W                                       | Wellsburg         |              |
| 2     | Bethany Historic District               | weitere Bilder                          | 1. Apr. 1982 ID-Nr. 82004311   | West Virginia Route 67 40° 12′ 22″ N, 80° 33′ 16″ W                                   | Bethany           |              |
| 3     | Brooke Cemetery                         | Brooke Cemetery                         | 16. Mai 1986 ID-Nr. 86001070   | 2200 Pleasant Ave. 40° 17′ 15″ N, 80° 36′ 17″ W                                       | Wellsburg         |              |
| 4     | Danforth Brown House                    | Danforth Brown House                    | 29. Okt. 1992 ID-Nr. 92001484  | 555 Washington Pike an der West Virginia Route 27 40° 16′ 6″ N, 80° 35′ 26″ W         | Wellsburg         |              |
| 5     | Alexander Campbell Mansion              | weitere Bilder                          | 15. Okt. 1970 ID-Nr. 70000651  | östlich von Bethany an der West Virginia Route 67 40° 12′ 27″ N, 80° 32′ 51″ W        | Bethany           |              |
| 6     | Delta Tau Delta Founders House          | weitere Bilder                          | 29. Mai 1979 ID-Nr. 79002571   | 211 Main St. 40° 12′ 19″ N, 80° 33′ 27″ W                                             | Bethany           |              |
| 7     | Gen. I.H. Duval Mansion                 | Gen. I.H. Duval Mansion                 | 16. Mai 1986 ID-Nr. 86001071   | 1222 Pleasant Ave. 40° 16′ 27″ N, 80° 36′ 27″ W                                       | Wellsburg         |              |
| 8     | Elmhurst                                | Elmhurst                                | 16. Mai 1986 ID-Nr. 86001072   | 1606 Pleasant Ave. 40° 16′ 47″ N, 80° 36′ 22″ W                                       | Wellsburg         |              |
| 9     | David and Lucy Tarr Fleming Mansion     | David and Lucy Tarr Fleming Mansion     | 16. Mai 1986 ID-Nr. 86001073   | 2000 Pleasant Ave. 40° 16′ 55″ N, 80° 36′ 20″ W                                       | Wellsburg         |              |
| 10    | Lewis Hall Mansion                      | Lewis Hall Mansion                      | 16. Mai 1986 ID-Nr. 86001074   | 1300 Pleasant Ave. 40° 16′ 31″ N, 80° 36′ 27″ W                                       | Wellsburg         |              |
| 11    | Inn at Fowlerstown                      | Inn at Fowlerstown                      | 29. Okt. 1992 ID-Nr. 92001483  | 1001 Washington Pike an der West Virginia Route 27 40° 16′ 47″ N, 80° 33′ 18″ W       | Wellsburg         |              |
| 12    | Kirker House                            | Kirker House                            | 15. Sep. 1986 ID-Nr. 86002883  | 1520 Grand Ave. 40° 16′ 43″ N, 80° 36′ 20″ W                                          | Wellsburg         |              |
| 13    | Market Street Bridge                    | weitere Bilder                          | 21. März 2019 ID-Nr. 100003517 | West Virginia Route 2, Market Street über den Ohio River 40° 21′ 28″ N, 80° 36′ 28″ W | East Steubenville |              |
| 14    | Miller's Tavern                         | Miller's Tavern                         | 14. Dez. 1978 ID-Nr. 78002790  | 6th und Main Sts. 40° 16′ 9″ N, 80° 36′ 50″ W                                         | Wellsburg         |              |
| 15    | Nicholls House and Woolen Mill Site     | Nicholls House and Woolen Mill Site     | 13. Nov. 1997 ID-Nr. 97001416  | West Virginia Route 67 40° 15′ 27″ N, 80° 36′ 3″ W                                    | Wellsburg         |              |
| 16    | Old Bethany Church                      | weitere Bilder                          | 12. Dez. 1976 ID-Nr. 76001932  | Main und Church Sts. 40° 12′ 23″ N, 80° 33′ 15″ W                                     | Bethany           |              |
| 17    | Old Main, Bethany College               | weitere Bilder                          | 25. Aug. 1970 ID-Nr. 70000652  | Bethany College 40° 12′ 21″ N, 80° 33′ 37″ W                                          | Bethany           |              |
| 18    | Harry and Louisiana Beall Paull Mansion | Harry and Louisiana Beall Paull Mansion | 16. Mai 1986 ID-Nr. 86001075   | 1312 Pleasant Ave. 40° 16′ 29″ N, 80° 36′ 23″ W                                       | Wellsburg         |              |
| 19    | Pendleton Heights                       | Pendleton Heights                       | 26. Juni 1975 ID-Nr. 75001882  | Bethany College 40° 12′ 24″ N, 80° 33′ 35″ W                                          | Bethany           |              |
| 20    | John C. Reeves House                    | John C. Reeves House                    | 28. Sep. 2006 ID-Nr. 06000903  | 100 Reeves Dr. 40° 17′ 36″ N, 80° 33′ 51″ W                                           | Wellsburg         |              |
| 21    | Lucy Tarr Mansion                       | weitere Bilder                          | 16. Mai 1986 ID-Nr. 86001076   | 1456 Pleasant Ave. 40° 16′ 40″ N, 80° 36′ 24″ W                                       | Wellsburg         |              |
| 22    | Vancroft                                | Vancroft                                | 15. Sep. 1986 ID-Nr. 86002885  | Brinker Rd. 40° 17′ 7″ N, 80° 35′ 51″ W                                               | Wellsburg         |              |
| 23    | Wellsburg Historic District             | Wellsburg Historic District             | 1. Apr. 1982 ID-Nr. 82004312   | West Virginia Route 2 40° 16′ 43″ N, 80° 36′ 42″ W                                    | Wellsburg         |              |
| 24    | Wellsburg Wharf                         | Wellsburg Wharf                         | 27. Nov. 1979 ID-Nr. 79002572  | 6th und Main Sts. 40° 16′ 9″ N, 80° 36′ 52″ W                                         | Wellsburg         |              |